# 藤原師通
藤原 師通（ふじわら の もろみち）は、平安時代後期の公卿。藤原北家、関白・藤原師実の嫡男。官位は従一位、関白、内大臣。

## 経歴
承保3年（1076年）、権大納言藤原俊家一女の全子を正室に迎える。承暦2年（1078年）に長男忠実が生まれるが、その後全子とは疎遠となり、藤原教通の子信長の養女信子と再婚した。これは摂家の主導権を巡って長年対立していた頼通流と教通流の確執に終止符を打つ意味合いを持つものだったことは想像に難くないが、しかし実質的に離婚された方の全子は師通と信子を恨み、亡父俊家の肖像を描かせて夜な夜な礼拝し、師通夫妻を呪ったという。寛治8年（1094年）師実の後を継いで関白に就任すると、白河上皇から自立して親政を行おうとしていた堀河天皇と共に積極的な政務を展開する。
院政が制度として確立していない当時にあっては、成人した天皇と関白が緊密に提携していれば上皇が権力を振るう余地はまだあまりなかった。師通は「おりゐのみかどの門に車たつ樣やはある（譲位した天皇の御所の門に、牛車が立ち並ぶことなどあろうか）」と公言したという。師通は大江匡房に学問を学び、匡房に代表される伝統的な実務官僚層を掌握する。その一方では新興の院近臣勢力に対しては警戒感を示し、藤原顕季の邸宅を身分不相応だとして破壊したことが伝わる。さらに白河院が受領に任じた近臣を受領功過定を経ずに重任させようとしたのを制止までしている。そうした政治姿勢は「嘉保・永長の間、天下粛然」と賛美された。
嘉保2年（1095年）に延暦寺日吉社が美濃守源義綱の流罪を求めて強訴した際には、断固これを拒否した上で中務丞源頼治を派遣して衆徒を撃退させている。ところがその際に威嚇として放った矢が僧兵や神人に当たり負傷者が出たため、延暦寺は朝廷を呪詛した。そのためか承徳3年（1099年）師通は悪瘡を患い数え38（満36歳）という働き盛りな年齢で急死、師通の政権は僅か5年で終焉した。延暦寺はこれを神罰が下ったものと喧伝した。
後継者の忠実はまだ数え22と若く、官職もいまだ権大納言で関白となる要件にも欠けていた。引退していた師実にも忠実を支えるだけの余力はすでになかった。師通が有能だっただけにそれを失った摂関家は白河院に対する従属を余儀なくされ、その勢力を大きく後退させていく。

## 人物

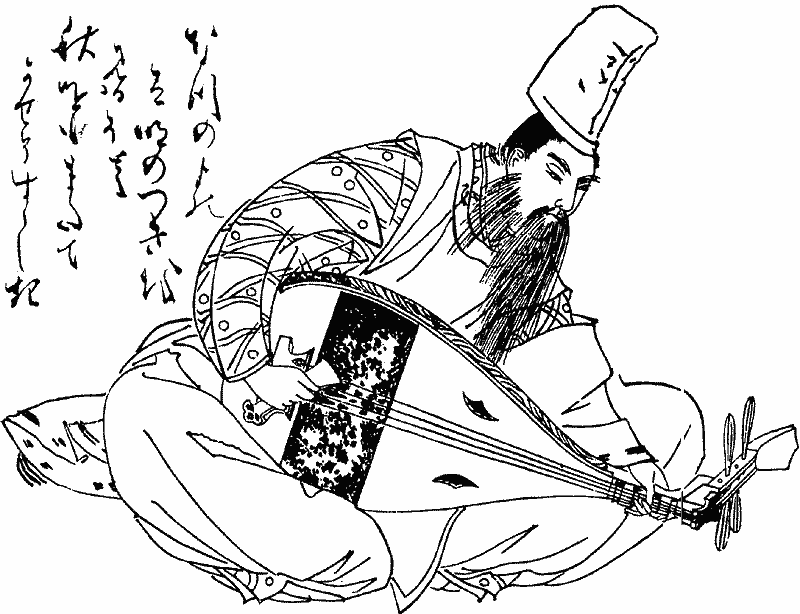
『前賢故実』より

性格は剛直で気が強く、真面目で物事の道理を重視する性格であったと伝えられている。また体躯も立派であり、歴代天皇の御物である絃上という琵琶を弾いた際、琵琶がまるで塵のように小さく見えたとの話が伝わっている。
その一方で、若い頃から健康問題を抱えていたらしく、師通の日記である『後二条師通記』にも寛治3年（1089年）頃より体調不良の記述がみられる。その一方で、亡くなる11日前まで日記が書かれていることから、本人にとっても突然の死であったことが窺える。
日記に『後二条師通記』がある。

## 官歴
※日付＝旧暦
- 延久4年（1072年）1月25日：元服。従五位上に叙す。4月26日：侍従に任ず。6月22日：右近衛権少将に任ず（※五位のまま少将に任ずるのは、特に「五位少将」と称され、摂関家嫡男の特権であった。）。7月24日：右近衛権中将に転任。
- 延久5年（1073年）1月5日：正五位下に叙す。1月30日：従四位下に叙す。
- 延久6年（1074年）1月28日：従四位上に叙す。6月25日、正四位下に叙す。11月16日、近江介を兼ねる。
- 承保2年（1075年）1月29日：従三位に叙す。
- 承保3年（1076年）10月24日：正三位に叙す。
- 承保4年（1077年）3月27日：参議に任じ、右近衛権中将を辞す。4月9日：左近衛大将を兼ねる。※参議が近衛大将を兼ねるのは極めて異例。
- 改元して承暦元年12月13日、権中納言に転任し、左近衛大将元如。
- 承暦3年（1079年）10月25日：従二位に叙す。11月25日：中宮大夫を兼ねる。※このときの中宮は白河天皇の皇后藤原賢子。師通の父師実の養女である。
- 承暦4年（1080年）1月28日：正二位に叙す。8月14日：権大納言に任ず。左近衛大将・中宮大夫元如。
- 永保3年（1083年）1月26日：内大臣に任ず。左近衛大将元如。
- 寛治6年（1092年）12月：左近衛大将を辞す。
- 寛治8年（1094年）3月9日：関白の詔をこうむる。3月11日：藤氏長者となる。※このとき一座の宣下がなく、座次は左大臣源俊房の次位であった。
- 嘉保3年（1096年）1月5日：従一位に叙す。同時に俊房の上席に列すべき宣旨がくだされた。
- 承徳3年（1099年）6月28日、薨御。享年38。

## 系譜
- 父：藤原師実
- 母：源麗子 - 源師房女
- 妻：藤原全子 - 藤原俊家女、離縁
  - 長男：藤原忠実（1078-1162）
- 妻：藤原信子 - 藤原信長養女、実は藤原経輔女
- 妻：藤原良綱女
  - 次男：藤原家政（1080-1115）
  - 女子：字は御料、斎院女別当、但馬
- 妻：平貞経女（家女房）
  - 三男：藤原家隆（?-1125）
- 妻：源頼綱の娘
  - 女子（1098-1107）[9]
- 妾：家女房丹後
  - 女子：太皇太后令子内親王宣旨
- 妾：源師忠家女房
  - 女子
- 生母不明の子女
  - 男子：覚英（?-1157）
  - 女子：「栖霞院姫君」（?-1147）